# Amàlia, Amèlia i Emília
Amàlia, Amèlia i Emília és una comèdia en tres actes, original de Lluís Elias, estrenada al teatre Novetats de Barcelona, el 15 de novembre de 1935, per la companyia de Nicolau-Martori.

## Repartiment de l'estrena
- Amàlia: Mercè Nicolau.
- Amèlia: Teresa Pujol.
- Emília: Dolors Carnicero
- Ketty: Pepeta Fornés.
- Senyora Cabot: Elvira Fremont.
- Sor Teresa: Isabel Pujol.
- Cisqueta: Matilde Xatart.
- Andreu: Lluís Teixidor.
- Llorenç: Joan Fornaguera.
- Jesús: Pere Ventayols.
- Eusebi: Avel·lí Galceran
- Ramon Matarrodona: Joan Serrat.
- Senyor Costa: Antoni Martí.
- Eduard Gold: Llorenç Duran.
- Direcció: Enric Giménez.